# Zephronia dawydoffi
Zephronia dawydoffi är en mångfotingart som beskrevs av Carl Graf Attems 1953. Zephronia dawydoffi ingår i släktet Zephronia och familjen Zephroniidae. Inga underarter finns listade i Catalogue of Life.